# Scripturarum Thesaurus
Scripturarum Thesaurus ou TESOURO DAS ESCRITURAS, é Constituição Apostólica subscrita por João Paulo II, “no dia 25 do mês de Abril, festa do Evangelista São Marcos, no ano de 1979”, primeiro ano do Pontificado desse Sumo Pontífice, declarando que “a palavra de Deus”, tem preeminência, e citando o Concílio Vaticano II, Const. Sacros. Conc. n. 24, afirma que, sobretudo na sagrada Liturgia, “a Sagrada Escritura” “goza da maior importância".
Literalmente, Scripturarum Thesaurus, é a Constituição Apostólica que “declara como típica e promulga a edição Neovulgata da Bíblia”.
Como a Igreja aprovara, “pelo uso de tantos séculos na mesma Igreja" ocidental a Vulgata, de São Jerônimo, a Abadia de São Jerónimo em Roma, fundada com este fim por Pio XI, prepara a revisão do mesmo, “respeitando a língua latina cristã e toda a tradição da Igreja"
Citando João Paulo II

Nós com a autoridade desta Carta declaramos e promulgamos como típica a edição da Neovulgata da Bíblia, para ser usada sobretudo na sagrada Liturgia, mas apta também para as outras aplicações que indicámos.
Expressamos, por último, a vontade de que esta Nossa Constituição se mantenha sempre firme e eficaz, e seja observada exactamente por todos a quem diz respeito, nada obstando tudo o que lhe seja contrário. 
Dado em Roma, junto de São Pedro, no dia 25 do mês de Abril, festa do Evangelista São Marcos, no ano de 1979, primeiro do Nosso Pontificado.

## Ligações internas
- Vulgata
- Neovulgata